# (4893) Seitter
(4893) Seitter es un asteroide perteneciente al cinturón de asteroides, descubierto el 9 de agosto de 1986 por Eric Walter Elst y la astrónoma Violeta G. Ivanova desde el Observatorio Astronómico Nacional de Bulgaria, Smolyan, Bulgaria.

## Designación y nombre
Designado provisionalmente como 1986 PT4. Fue nombrado Seitter en honor a la astrónoma alemana Waltraut Seitter, directora del Instituto de Astronomía Münster (Westfalia), famosa por sus investigaciones espectroscópicas de novas y también es buena amiga del descubridor.

## Características orbitales
Seitter está situado a una distancia media del Sol de 3,147 ua, pudiendo alejarse hasta 3,425 ua y acercarse hasta 2,869 ua. Su excentricidad es 0,088 y la inclinación orbital 13,76 grados. Emplea 2039 días en completar una órbita alrededor del Sol.

## Características físicas
La magnitud absoluta de Seitter es 12,2.